# Heinrich V. von der Neersen
Heinrich V. von der Neersen (* vor 1382; † um 1438) war ein niederrheinischer Ritter, ab 1402 Herr von Holzbüttgen, sowie ab 1414 Erbvogt von Neersen, Anrath und Uerdingen. In Abgrenzung zu seinem Vater wird er auch Heinrich der junge oder Heinrich von Neersen zu Holzbüttgen genannt.

## Leben
Er war der Sohn von Heinrich IV. (dem Alten), Erbvogt von der Neersen, Anrath und Uerdingen, und seiner ersten Gattin Aleidis (auch Adelheid) von Holzbüttgen, der Tochter des Johann von Holzbüttgen († vor 1379), kurkölnischer Amtmann von Oedt und Kempen.
1397 nahm er als Knappe des Ritters Wilhelm von Hochsteden zusammen mit diesem auf Seiten des Herzogs Wilhelm II. von Berg an der Schlacht von Kleverhamm gegen Herzog Adolf II. von Kleve teil. Beide gerieten dabei in klevische Gefangenschaft.
Als sein Vater 1397 seine zweite Gattin Agnes von Hoemen geheiratet hatte, verzichtete er zu deren Gunsten auf die väterliche Vogtei Uerdingen. Im Gegenzug wurde ihm das Haus Holzbüttgen versprochen, eine kurkölnische Burg, die Aleidis von Holzbüttgen mit in die Ehe gebracht hatte. 1402 wurde er vom kurkölner Erzbischof mit dem Haus Holzbüttgen und den dazugehörigen Ländereien belehnt. 1405 verzichtete er zugunsten seines Vaters und seiner Stiefmutter auch auf die Burg und Vogtei Neersen einschließlich Anrath, die nach deren Tod ein eventueller Sohn aus dieser zweiten Ehe bevorrechtigt erben sollte.
Als sein Vater um 1414 starb, waren aus dessen zweiter Ehe keine Söhne, sondern nur zwei Töchter, Kunigunde und Aleidis, hervorgegangen. Deshalb erbte er nun doch die väterliche Burg Neersen, sowie die Vogteien Neersen, Anrath und Uerdingen.
1419 verpfändete er das Haus Holzbüttgen an die Neusser Frauenabtei, sein Sohn Heinrich VI. verkaufte es dieser 1485 endgültig.
1422 übereignete er, zusammen mit seinen Söhnen Heinrich (VI.) und Johann, der St. Sebastianus Bruderschaft in Neuss ein Haus in der Niederstraße in Neuss.
1428 verkaufte er die zu seinen Ländereien gehörige Pupperburg, ein befestigtes Landgut am Bökel bei der Gibbermühle nahe Neersen.
Er starb spätestens 1439, in diesem Jahr heiratete seine Witwe Jutta von Hüls nämlich in zweiter Ehe Johann von Hoemen, Amtmann von Linn, der zeitweise, womöglich als Vormund für Heinrichs Erben, Heinrich VI., die Verwaltung der Vogtei Uerdingen übernahm.

## Ehen und Nachkommen
1398 heiratete er in erster Ehe Johanna von Hochsteden. Mit ihr hatte er zwei Söhne:
- Heinrich VI. († spätestens 1487), 1438–1487 Vogt von Neersen, Anrath und Uerdingen, 1468 Pfandherr von Oedt, ⚭ 1) Wilhelmine von Wachtendonk († vor 1419), ⚭ 2) Eva Grüters;
- Johann (1422 belegt; † vor 1468), Amtmann von Kempen, 1456 Pfandherr von Oedt.

Nach dem Tod seiner ersten Gattin heiratete er 1419 Jutta von Hüls. Mit ihr hatte er eine Tochter.
- Agnes († vor 1488), um 1487 Erbin von Neersen, Anrath und Uerdingen, ⚭ um 1476 Thonis von Palant.